# Ian Athfield

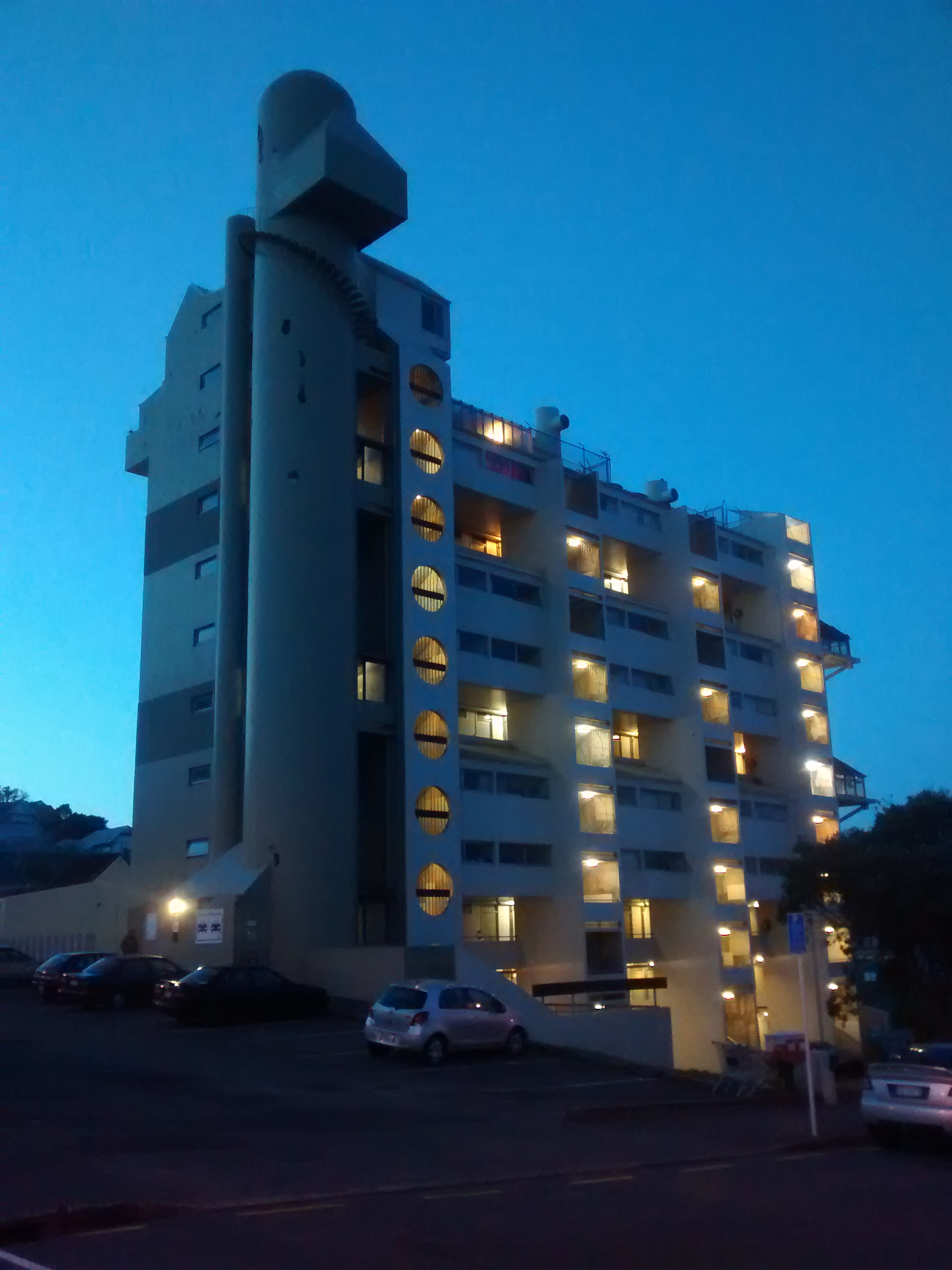
Arlington Council Flats in Wellington

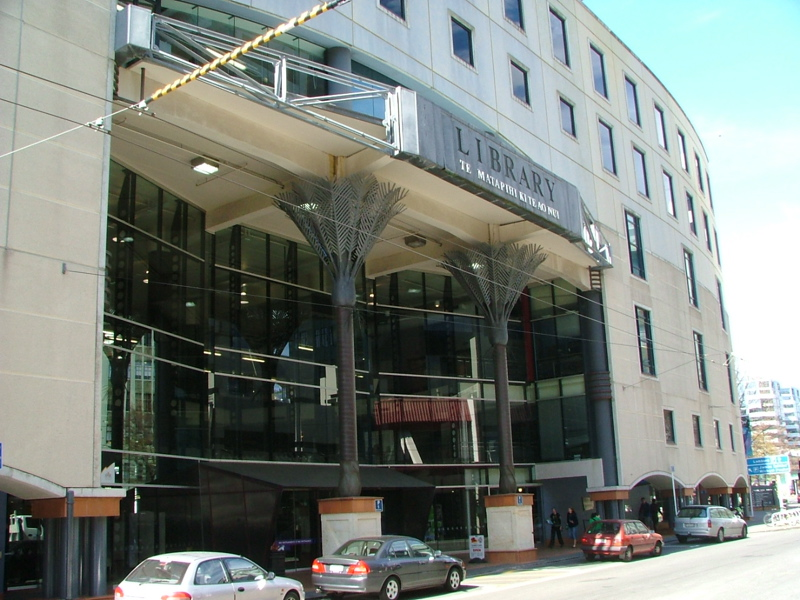
Wellington City Library

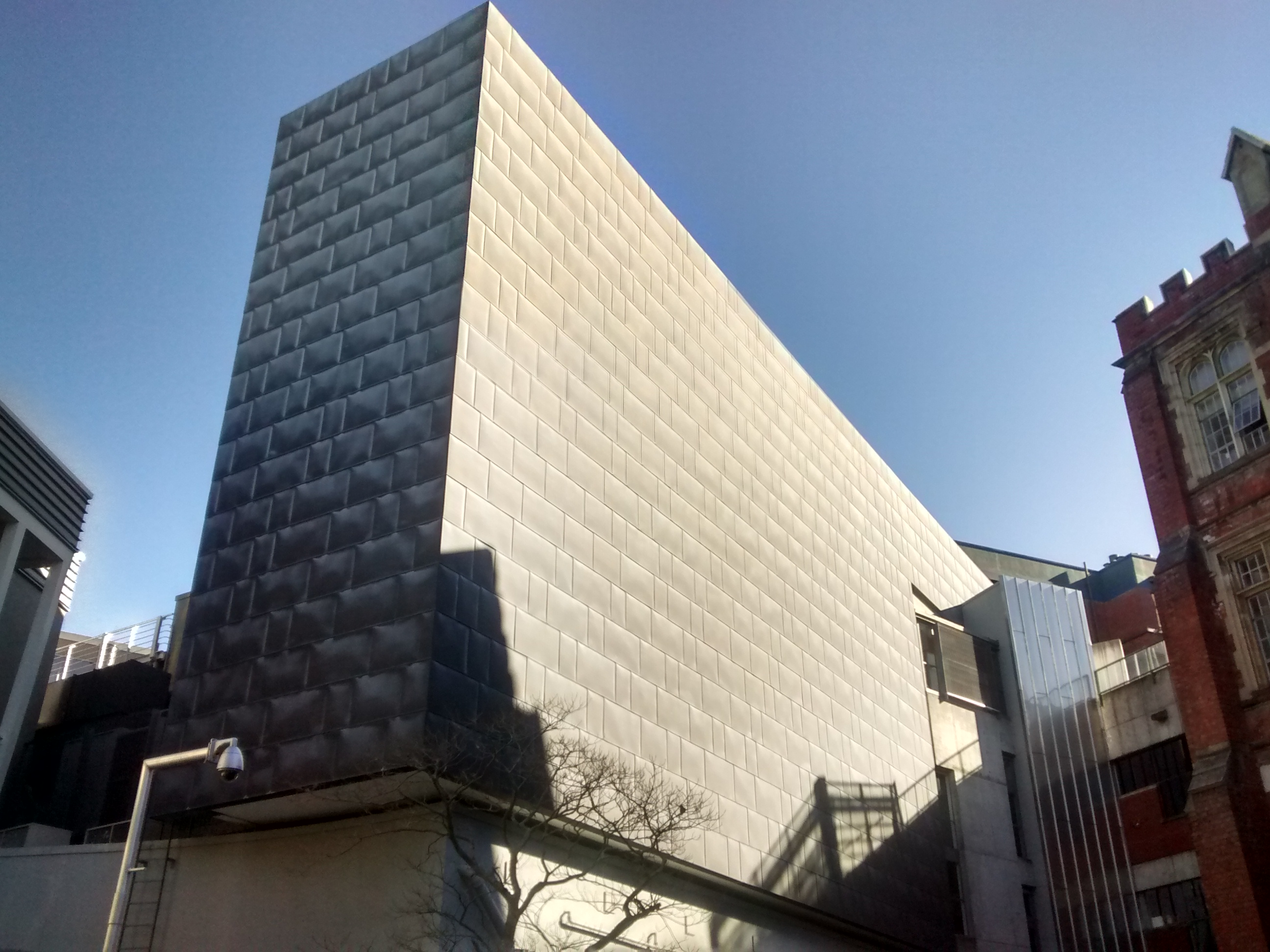
Adam Art Gallery at Victoria University of Wellington

Sir Ian Charles Athfield (* 15. Juli 1940 in Christchurch; † 16. Januar 2015 in Wellington) war ein neuseeländischer Architekt.

## Leben
Ian Athfield schloss sein Studium an der University of Auckland 1963 mit dem Architekturdiplom ab und schloss sich im gleichen Jahr der Firma Structon Group Architects an. 1965 wurde er ein Partner dieses Architektenbüros. 1968 wurde er mit Ian Dickson und Graeme John Boucher (Manson) einer der Seniorpartner der neu gegründeten Firma Athfield Architects. Im selben Jahr begann Athfield sein erstes bedeutendes Projekt, Athfield House für seine Familie. Dieses Bauwerk in Khandallah in Wellington sticht aus den konventionellen Vorstadthäuser der Umgebung heraus. Seine frühen Projekte entstanden aus einer breiten Materialpalette: Wellblech, Putz, Edelstahl und Fiberglas. Als Reaktion auf die nüchterne Architektur der Moderne dieser Zeit, wählte Athfield einen bewusst traditionellen Baustil unter Nutzung von Verweisen auf Gestaltungsmerkmale der Kolonialarchitektur. Seine Entwürfe nutzen Dachabschlüsse, spitze Dachschrägen, Holzverkleidungen, Verandas und Doppelfenster. Er ließ sich auch von der Architektur der griechischen Inseln mit ihrem durchgehenden Verputz und ihren kleinen Fenstern inspirieren. Andererseits bewunderte er auch die Bauwerke von Mies van der Rohe mit ihrem präzisen und verfeinerten Einsatz von Industriematerialien.
Ein anderer Einfluss auf Athfield war die Anhäufung geometrischer Formen der japanischen Metabolisten. Athfield entwickelte aus diesen verschiedenen Elementen einen stark eklektischen und persönlichen Stil. In den 1970ern baute und renovierte Athfield zahlreiche Wohnhäuser und andere Gebäude. Er entwickelte einen für seien Werke charakteristischen eigenen Zugang zum Design, der auf der Wiederholung kleinerer Elemente und deren Anhäufung zu Komplexen beruhte. Kritik an seinen „Cartoon-Häusern“ störte ihn nicht. Eine weitere Kritik an Athfields Häusern war, dass sie nur auf Wirkung nach außen ausgelegt und nicht praktisch nutzbar seien. Athfield war jedoch der Ansicht, dass man in einem Haus eine Überraschung erleben solle, jedes Mal wenn man um eine Ecke kommt und nach oben schaut.
Athfields Büro expandierte den 1980ern von eher im Hausbau angesiedelten Projekten auf eine größere Vielfalt öffentlicher und kommerzieller Bauwerke. Er arbeitete jedoch weiter auch an kleineren Projekten, entwarf nun aber auch Kirchen, Pubs, Sozialwohnungen, Stadien und Bürohochhäuser. Athfields bekannteste Werke sind die Telecom Towers, Civic Square, die Wellington Central Library, das Jade Stadium in Christchurch und Arbeiten am Schnellbahnsystem in Bangkok.
Er war Präsident des New Zealand Institute of Architects und war Preisrichter in vielen Entwurfswettbewerben. Er hielt Ansprachen auf zahlreichen Konferenzen in Übersee. Zu den späteren Projekten seiner Firma gehörten der Chews Lane Precinct, die Neugestaltung des Wellington Overseas Passenger Terminal und das Wellington Marine Education Centre.
Ein Dokumentarfilm über Athfield, Architect of Dreams, wurde für das neuseeländische Dokumentarfilmfestival 2009 gedreht.
Nach dem Darfield-Erdbeben von 2010 und dem Christchurch-Erdbeben vom Februar 2011 wurde Ian Athfield zum „Architectural Ambassador“ (Architekturbotschafter) für Christchurch ernannt.

## Auszeichnungen
Athfield erhielt über 60 nationale und internationale Architektur- und Designpreise. Darunter sind dreizehn Supreme Awards des NZIA für herausragende Architekturprojekte
2004 erhielt er höchste Ehrung des New Zealand Institute of Architects, die Goldmedaille. Athfield war der erste neuseeländische Architekt, der als Architekt der APEC registriert wurde.
- Erster Preis International Competition for the Urban Environment of Developing Countries (1976)
- einer der Ersten Plätze in einem Wettbewerb im Entwurf preiswerter Wohnhäuser in Fidschi. (1978)
- Companion des New Zealand Order of Merit für seine Verdienste in der Architektur (1996)[3]
- Distinguished Alumni Award der University of Auckland (1997)[4]
- Doctor of Letters der Victoria University of Wellington (2000)[5]
- Knight Companion des New Zealand Order of Merit (2015)[6]

## Werke
- Athfield House, Wellington (begonnen 1968)[7]
- Arlington Council Flats, Wellington (1970)[8]
- Logan House (1974–75)[9]
- Cox House, Wellington (1975)
- Manila, Philippines housing project competition (1975–76)[9]
- Porteous House (1979)[9]
- Buck House/Te Mata Estate, Hawkes Bay (1980)[9]
- First Church of Christ Science, Wellington (1982–83)[9]
- Moore Wilson’s façade, Wellington (1984)
- Logical CSI House, Wellington (1986–87)
- 226 Oriental Parade, Wellington (1988)
- Telecom, Manners Street, Wellington (1988)
- Wellington City Library, Wellington (1991)
- Civic Square, Wellington (1992)
- Erweiterung des Student Union building, Victoria University of Wellington (1992)[10]
- Erweiterung der Palmerston North City Library (1997)
- Sam Neill House, Queenstown (1998)[9]
- Rooftop additions to Te Puni Kōkiri House, Wellington (1998–99)
- Adam Art Gallery, Victoria University of Wellington (1999)[10]
- Alan Duff House (2000)[9]
- St Pauls Apartments, Wellington (2000)
- Erweiterung von Lancaster Park, Christchurch (mit Architectus, 2002)[11]
- TheNewDowse Museum, Lower Hutt, Wellington (2006)
- Chews Lane Precinct, Wellington (2009)
- Taranaki Street Wharf, Wellington (2006)[12]
- Selwyn District Council offices, Canterbury (2007)[9]
- Pipitea House, Wellington (2011; Sitz des GCSB)
- Wellington Marine Education Centre (Entwurf, vom Environment Court 2007 für den geplanten Standort abgelehnt, neuer Standort vorgeschlagen)
- 1-8 Clyde Quay Wharf (Bau sollte 2011 starten),[13] Wellington, früheres Overseas Passenger Terminal
- Tommy Millions Pizza Kiosk, Courtenay Place, Wellington[14]
- Kate Sheppard Exchange, Wellington (Entwurf)[15]
- 109 Featherston Street, Wellington (Entwurf)[16]